# Pteromalus lutulentus
Pteromalus lutulentus är en stekelart som beskrevs av Dalla Torre 1898. Pteromalus lutulentus ingår i släktet Pteromalus och familjen puppglanssteklar. Inga underarter finns listade i Catalogue of Life.